# Calomys laucha
Calomys laucha е вид бозайник от семейство Хомякови (Cricetidae).

## Разпространение
Видът е разпространен в Аржентина, Боливия, Бразилия, Парагвай и Уругвай.